# 토머스 베켓
토머스 베켓(Thomas Becket, 1118년 ~ 1170년)은 중세 영국의 캔터베리 대주교이다.

## 생애
런던의 주 장관인 길버트 베케트와 마틸다의 아들로 태어났다. 그는 런던에서 출생하여 서리의 머튼 수도원에서 수학했으며, 런던에서는 법률을 공부하고 파리 대학교에서도 그의 전문 과목을 계속 연구하였다. 부친의 사망으로 궁핍한 환경으로 내몰린 그는 1141년에 캔터베리의 대주교관으로 들어갔다. 이때 테오발드 대주교는 그가 이탈리아의 볼로냐와 프랑스의 오세르에서 법률을 공부하도록 조처해 주었다.
그는 1154년에 부제로 서품되었다. 이때부터 그는 테오발드 대주교의 명을 받고 로마를 오가면서 중요한 일들에 관여하였다. 1161년 테오발드 대주교가 서거하자 헨리 2세는 토마스를 캔터베리의 대주교로 임명하였다.
1166년 토마스는 성직자를 교회에서뿐만이 아니라 세속 법정에서도 재판할 수 있도록한 클라렌든 칙령을 거부하였는데, 이 사건으로 인해 그는 프랑스로 추방되었다. 토마스는 이 사실을 교황에게 상소하였지만 헨리 2세와 반목하기를 원치 않았던 교황 알렉산데르 3세는 이를 무시하였다. 이후 토마스는 교황의 제안에 따라 프랑스 퐁티니의 시토회 수도원으로 들어갔으며, 1166년 헨리 2세가 자신의 영향권 내에 있는 지역에서 모든 시토회 회원들을 추방하겠다고 포고하였을 때, 토마스는 상스 교외의 성 콜룸바 수도원으로 가서 프랑스 국왕 루이 7세의 보호를 받았다. 루이의 노력에 의해 헨리 2세와 토마스는 평화 협정을 맺었고 잉글랜드로 귀향할 수 있었다.
그러나 1170년 그는 캔터베리 대성당에서 기사들에게 무참히 살해당하였다. 이후 토마스는 1173년 순교자로 선포되었으며 교황 알렉산데르 3세가 그를 성인으로 시성하자 헨리 2세는 공적으로 잘못을 고백하고 참회하였다. 그는 죽기 직전에 다음과 같은 말을 남겼다고 한다. "나는 예수님의 이름으로 그리고 교회를 지키기 위하여 무슨 일이든 기꺼이 행하였을 뿐이다."
영국의 시인 엘리엇은 그를 소재로 "대성당의 살인"을 썼다.

## 문학에서의 인용
이우혁 작가의 판타지 소설 《퇴마록》 세계편에서 토머스 베켓의 순교에 대해 나온다.
| 전임 베크의 테오발드 | 캔터베리 대주교 1162년 - 1170년 | 후임 리처드 |